# Штернхель, Зеэв
Зеэв Штернхель (ивр. זאב שטרנהל‎;
1935, Пшемысль, Польша — 21 июня 2020, Иерусалим, Израиль) — израильский политолог, историк и публицист, известный как исследователь истоков радикальных правых идеологий. Командор ордена Академических пальм (2003), кавалер ордена Искусств и литературы (1991, оба — Франция), лауреат Премии Израиля в области политологии (2008).

## Биография
Родился в 1935 году в Пшемысле. Отец, служивший в польской армии, погиб во Вторую мировую войну, мать и сестра были также убиты нацистами. Мальчику с дядей и тётей удалось бежать во Львов, где они до конца войны выдавали себя за католиков. В 1946 году перебрался к родным во Францию, где учился в средней школе в Авиньоне. Не окончив учёбу, в 1951 году репатриировался в Израиль в рамках программы «Молодёжная алия» и некоторое время прожил с группой новых репатриантов в мошаве Магдиэль.
После абсорбции в Магдиэле некоторое время прожил в кибуце Уша, затем перебрался в Хайфу, где окончил программу средней школы в гимназии «Бялик», самостоятельно зарабатывая на жизнь. По окончании школы как военнослужащий бригады «Голани» Армии обороны Израиля участвовал в Синайской кампании 1956 года, в частности в боях в районе Рафаха. Вышел в запас в звании младшего лейтенанта; в дальнейшем участвовал как резервист танковых частей в Шестидневной войне (адъютантом генерала Исраэля Таля), войне Судного дня (как офицер оперативного отдела танковой бригады) и Ливанской войне (в возрасте 47 лет, как офицер оперативного отдела штаба бронетанковых войск).
Продолжил образование в Еврейском университете в Иерусалиме. С детства испытывая интерес к истории, выбрал в качестве специализации эту науку и политологию. По собственным словам Штернхеля, именно сочетание этих двух дисциплин он рассматривал как «ключ к пониманию нашего мира». Окончил с отличием первую степень (1960), а затем вторую степень по политологии (1964), после чего направился во Францию, где сосредоточился на изучении политических процессов конца XIX и начала XX веков. В особенности Штернхеля заинтересовала политическая доктрина Мориса Барреса, которого до него рассматривали не столько как политического идеолога, сколько как второразрядного писателя. В 1969 году Штернхель под научным руководством Жана Тушара защитил докторскую диссертацию на тему «Социальные и политические идеи Мориса Барреса» во французском Институте политических исследований, материал которой вскоре был издан отдельной книгой «Морис Баррес и французский национализм» (фр. Maurice Barrès et le Nationalisme Français).
С 1969 года преподавал на отделении политологии Еврейского университета в Иерусалиме; с 1982 года — ординарный профессор. В 1975—1977 годах возглавлял Институт социальных исследований имени Леви Эшколя при Еврейском университете, с 1975 по 1978 год — доцент отделения политологии университета. С 1989 года возглавлял кафедру политологии имени Леона Блюма Еврейского университета. В 1972 году приглашённый профессор политологии Института политических исследований (Париж), возвращался туда как научный сотрудник в 1978 и 2003 годах. В 1978—1979 годах приглашённый профессор политологии и истории Калифорнийского университета в Лос-Анджелесе. Кроме того, в разные годы был научным сотрудником Колледжа Святого Антония Оксфордского университета (работу в котором прервал на время участия в войне Судного дня), Института перспективных исследований (Принстон, США), Нидерландского института перспективных исследований, Центра Вудро Вильсона (Вашингтон) и Института Ремарка Нью-Йоркского университета. Ушёл на пенсию в 2003 году.
С 1976 по 1990 год — соредактор журнала Jerusalem Quarterly. С 1989 года член редакции рецензируемого журнала History & Memory, с 1996 года — член редакции издания Journal of Political Ideologies. Как публицист писал в газете «Давар», на протяжении полувека сотрудничал с газетой «Гаарец», выражая левые взгляды, но при этом называя себя «сверхсионистом». Вскоре после Шестидневной войны выступил с критикой решения правительства Израиля установить контроль над Западным берегом реки Иордан и сектором Газа, участвовал в неудачной кампании с целью убедить правящий блок «Маарах» обменять занятые территории на завершение конфликта с арабскими странами. Жёстко выступал против израильских поселений на занятых территориях, предсказывая, что «только тот, кто будет штурмовать Офру с танками, сможет остановить фашистскую опасность, угрожающую израильской демократии». Признавал вооружённую борьбу палестинцев против израильской власти на территориях легитимной, в то же время оговариваясь, что разумнее с их стороны было бы не вести её на территории самого Израиля, сосредоточившись на борьбе с поселенцами. Критиковал планы аннексии Израилем части территории Западного берега реки Иордан, занятой поселениями, как путь к «созданию государства апартеида».
В 1978 году Штернхель стал одним из основателей антивоенного израильского движения «Шалом ахшав». В сентябре 2008 года он был легко ранен самодельным взрывным устройством, подложенным у входа в его дом в Иерусалиме. В 2013 году израильский суд приговорил к двум пожизненным заключениям религиозного националиста Джека Тейтеля, выходца из США, признанного виновным в убийстве двух палестинцев и покушениях на убийство ещё нескольких человек, включая Штернхеля.
Скончался в Иерусалиме в июне 2020 года в возрасте 85 лет из-за осложнений после перенесённой операции, оставив после себя жену Зиву и двух дочерей — Тали и Яэль.

## Научная работа
Начиная с диссертационной работы, в центре исследований Зеэва Штернхеля находились процессы формирования крайних националистических и фашистских идеологий Европы в конце XIX и начале XX века. В своих работах он демонстрирует, что радикальная правая идеология в этот период была характерна для стран Европы в целом и глубоко укоренена в её культурных традициях. По его словам, «фашизм принадлежит социальной и культурной реальности Западного мира точно в той же мере, в какой её частью являются социализм, либерализм и демократия. Фашизм не родился в конце Первой мировой войны в результате уникального стечения обстоятельств, и нет никаких причин полагать, что он окончательно исчез в конце Второй мировой войны». В рамках этого подхода он доказывал, что колыбелью фашизма была не Италия, где он проявил себя уже как сформировавшееся политическое движение, а Франция.
За трудом Штернхеля о Мориссе Барресе последовали книги о французских истоках фашизма «Революционные правые» (фр. Le Droite Révolutionnaire 1885-1914, 1978) и «Ни левые, ни правые» (фр. Ni Droite, Ni Gauche, 1983), а также написанное в соавторстве с Марио Шнайдером и Майей Ашери «Рождение фашистской идеологии» (фр. Naissance de L'ideologie faciste, 1989). Книгу «Ни левые, ни правые» ведущая французская газета Le Monde назвала одной из четырёх важнейших книг в сфере культурологии, вышедших в стране за 1980-е годы.
В 1990-е годы Штернхель, после репатриации в Израиль некоторое время проживавший в кибуце и знакомый с идеологией социалистического сионизма, задался вопросом о соотношении националистической и социальной составляющих в идеологии, на основе которой создавалось Государство Израиль. В 1995 году опубликовал работу «Строительство нации или реформа общества» (ивр. בניין אומה או תיקון חברה‎, в английском переводе The Founding Myths of Israel — «Основополагающие мифы Израиля»), в которой доказывал, что важнейшим компонентом идеологии еврейского рабочего движения был национализм, и в результате цель построения еврейского национального дома была успешно достигнута. Идеи же общественных реформ и борьбы с социальным неравенством были менее масштабными и в результате в основном не были воплощены в жизнь. Таким образом, социалистические принципы, декларируемые основателями Израиля в качестве ключа к созданию справедливого общества, были подорваны действительной националистической повесткой.
Новым направлением исследований Штернхеля в начале XXI века стало так называемое «Антипросвещение» (фр. Anti-Lumières). В монографии 2006 года он обосновывал теорию, что с XVIII по как минимум середину XX века в европейской интеллектуальной среде шла борьба не между сторонниками и противниками прогресса, а между двумя новыми лагерями. Если идеология первого из них была рационалистической и во главу угла ставила универсальные ценности, то в центре идеологии второго были идея ценностного релятивизма и отрицание достижений Просвещения.

## Признание заслуг
В 1991 году Зеэв Штернхель стал кавалером французского ордена Искусств и литературы. В 2003 году «за особый вклад во французскую культуру» он был произведён в командоры французского ордена Академических пальм.
В 2008 году Штернхель стал лауреатом Премии Израиля в области политологии. Решение комиссии по присуждению премии вызвало резкие протесты в правом лагере Израиля и требования отменить её присуждение. В своём решении члены комиссии отмечали роль Штернхеля в изучении природы фашизма и доказательстве его когерентности как лишь одного из проявлений радикальной правой идеологии, противостоящей одновременно левому социализму и классическому капиталистическому либерализму, как и вообще любым идеям Просвещения и демократии. Отмечалось также успешное применение исследовательских методов Штернхеля к вопросу соотношения универсальных ценностей и конкретных региональных условий в истории еврейского ишува и сионистского движения в Палестине.